# WAIS
WAIS (Wide Area Information Servers) — сетевая информационная поисковая система. WAIS использует протокол TCP/IP для взаимодействия клиентской прикладной программы с информационным сервером. Клиентская часть имеет возможность получать тексты или мультимедийные документы, хранящиеся на сервере. Она запрашивает документы, используя ключевые слова. Сервер производит поиск по полному текстовому индексу документов и возвращает список документов, содержащих ключевые слова. После этого клиент может запросить у сервера копии любых найденных документов.
Хотя название «Wide Area» подразумевает использование больших сетей, таких как Интернет, WAIS может работать между клиентом и сервером на одной машине или в локальной сети.
WAIS использует протокол запросов Z39.50 для взаимодействия клиента и сервера. Содержимое серверов охватывает диапазон от рецептов и фильмов до библиографий, технических документов и архивов телеконференций.
В настоящее время не используется (устарела).